# بوقرة (قلعة بوقرة)
بوقرة هي إحدى مشيخات المملكة المغربية، تتبع جغرافيا لإقليم وزان وإداريًا لقلعة بوقرة. يقدر عدد سكانها بـ 8524 نسمة حسب الإحصاء الرسمي للسكان والسكنى لسنة 2004.